# 26-й Нью-Йоркский пехотный полк
26-й Нью-Йоркский добровольческий пехотный полк (англ. 26th New York Volunteer Infantry Regiment), он же «2nd Oneida Regiment» — один из пехотных полков армии Союза во время Гражданской войны в США. Полк был сформирован в мае 1861 года сроком на 2 года и участвовал во всех сражениях от сражения у Кедровой горы до сражения при Чанселорсвилле. 28 мая 1863 года полк был расформирован из-за истечения срока службы.

## Формирование
Полк был сформирован в лагере Эльмира под руководством полковника Уильяма Кристиана и принят на службу штата Нью-Йорк 17 мая 1861 года, сроком службы на 2 года. 21 мая полк был принят на службу в армию США сроком на 3 месяца, но 2 августа губернатор приказал полку остаться на службе в федеральной армии до конца того срока, на который полк был записан на службу штату. Роты штата были набраны: А, В, С и Е — в Утике, D — в Гамильтоне, F — в Уайтстауне, G и H — в Рочестере, I — в Орисло, К — в Кендоре. Рядовые были родом в основном из округов Мэдион, Монро, Онейда и Тиога.

## Боевой путь
19 июня полк покинул штат и отбыл в Вашингтон, куда прибыл 20 июня, был включён в бригаду МакКуна и был размещён в укреплениях Вашингтона. В частности, в форте Лайон. 21 июля полк выступил в направлении на Манассас, где началось первое сражение при Булл-Ран, встретил по пути отступающую армию и вместе с ней отошёл Александрию. В августе полк был включён в бригаду Хейнцельмана, а в октябре — в бригаду Генри Слокама.
3 октября полк под командованием полковника Кристина участвовал в экспедиции к Поник-Чеч, где не смог выполнить поставленное задание и сам полковник Кристиан не справился с управлением полком. Слокам отдал Кристиана под суд, который так и не начался, а полк вывели из бригады Слокама и отправили в укрепления Вашингтона, обратно в форт Лайон.
В июне 1862 года полк был включён в дивизию Рикеттса, в бригаду Зеалуса Тауэра. В июле эта бригада находилась около Манассаса и Калперера, в августе участвовала в сражении у Кедровой горы, а затем — в перестрелках на реке Раппаханок. 28 августа он участвовал в сражении при Торуфеир-Гэп, а с 29 августа — во втором сражении при Булл-Ран. Полк был введён в бой 30 августа, при этом полковник Кристиан остался в тылу, жалуясь на плохое здоровье. В том бою полк потерял 4 офицеров и 50 рядовых убитыми, 2 офицеров и 87 рядовых ранеными и 25 рядовых пропавшими без вести.
Несмотря на сомнительное поведение в ходе боя, полковнику Кристиану поручили возглавить бригаду (после ранения Тауэра), а 26-й полк возглавил подполковник Ричардсон.
После завершения Северовирджинской кампании Вирджинская армия была расформирована, а её части влиты в Потомакскую армию. Бригада Кристиана стала 2-й бригадой дивизии Рикеттса, I корпуса Потомакской армии. Бригада участвовала в Мерилендской кампании — полк сражался в Южных Горах (где потерял 2 человек ранеными), а 17 сентября был задействован в сражении при Энтитеме. В этом сражении полк потерял 7 рядовых убитыми, 39 ранеными и 20 пропавшими без вести.
19 сентября полковник Кристиан подал в отставку (по требованию Рикеттса), подполковник Ричардсон был повышен до полковника и возглавил полк, майор Дженнингс стал подполковником, а Эзра Уэтмор, капитан роты F, стал майором.
Осенью дивизию возглавил Джон Гиббон, а бригаду — Питер Лиль. Полк был переброшен к Фалмуту, а в декабре участвовал в сражении при Фредериксберге. Дивизия Гиббона была задействована на участке южнее Фредериксберга, Гиббон послал три бригады поэшелонно на позиции конфедеративной бригады Лэйна. Первой шла бригада Тейлора, а ней — бригада Лиля. Обе попали под плотный огонь и остановились. Брошенная в бой третья бригада также не добилась успеха. В этом бою 26-й Нью-Йоркский потерял 44 человека убитыми, 103 рядовых ранеными, а также ранеными 10 офицеров, в их числе подполковника Дженнингса, который командовал полком.
В январе 1863 года полк участвовал в «Грязевом марше» генерала Бернсайда.
В апреле 1863 года началась Чанселорсвиллская кампания, но в ходе сражения при Чанселорсвилле дивизия Гиббона стояла в резерве, поэтому полк (он состоял в бригаде Генри Бакстера) потерь не понёс.
28 мая 300 человек полка были расформированы из-за истечения срока службы. Рядовые, записанные на три года, были переведены в 97-й Нью-Йоркский пехотный полк.